# تجنک سفلی
تجنک سفلی، روستایی است از توابع بخش مرکزی شهرستان ساری در استان مازندران ایران.

## جمعیت
این روستا در دهستان مذکوره قرار دارد و جمعیت آن بر اساس سرشماری عمومی نفوس و مسکن سال ۱۳۸۵ که توسط مرکز آمار ایران صورت گرفته، ۱۴۴ نفر (۳۷خانوار) بوده‌است.